# إيلخان أرسل
إيلخان أرسل (بالتركية: İlhan Arsel)‏ (ولد عام 1920، إسطنبول - توفى 7 فبراير عام 2010، فلوريدا)، أكاديمي تركي وكاتب وباحث وسيناتور (عضو مجلس الشيوخ).
أنهى دراسته بكلية الحقوق بجامعة أنقرة بعد أن حصل على الدكتوراه من كلية الحقوق جامعة جنيف، أصبح أستاذ مساعد في الجامعة عام 1942 ثم أستاذا جامعيا. ظل على مدى أكثر من ثلاثين عاما عضو بهيئة تدريس الجامعة، وحاضر بالقانون الدستوري بكلية الحقوق جامعة انقرة. بعد انقلاب 27 مايو أَختير للجنة إسطنبول المكونة من عشر أعضاء المكلفين بتحضير مشروع دستوري جديد ثم بعد ذلك أختير عضوا لجمعية الخمس أعضاء لوضع تصور مبداى للمجلس التأسيسى. 10 مايو عام 1966 تم اختياره سيناتورا لمقعد شاغر بمجلس الشيوخ من قبل رئيس الجمهورية جودة صوناى لكنه استقال دون أن ينضم للمجلس. عين عام 1971 كمستشار قانونى وباحث لدى مؤسسة 'Inter-University Associate' القائمة في نيويورك. ووفقا لجدول زمني لهذه المؤسسة نشرت (دساتير دول العالم) وضعته على 14 مجلد وبحلول عام 1971 جهزت جزئى تركيا وبلجيكا. استقال عام 1975 من التدريس بمعهد شرطة أنقرة. وفي عام 1977 استقال أيضا من كلية الحقوق بجامعة أنقرة. ومنذ ذلك الحين واصل نشاطاته البحثية والتعليمية. منذ تلك الأعوام خاصة وحتى وفاته نشر مجموعة كتب تعرضت لانتقاد الإسلام ونبى الإسلام تسببت في ردود أفعال عنيفة. انتقل للولايات المتحدة الأمريكية من أجل الحفاظ على حياته.
توفى يوم الأحد 7 فبراير عام 2010 بفلوريدا.
السيد نصرت ارسل صاحب المصنع ورجل الأعمال.

## أعماله
- المبادئ العامة للقانون الدستوري، أنقرة 1955 (الطبعة الثانية أنقرة 191).

- القضاء المدني في تركيا (مقارنة حقوق الأمريكان ذوى الأصول التركية)، مع البروفيسور دلمار كارلين من جامعة نيويورك. هذا البحث نشر باشتراك كلا من كلية الحقوق جامعة أنقرة وكلية الحقوق بجامة نيويورك بأنقرة عام 1957.
- الدستور الأمريكى والمحكمة العليا الفيدرالية، مطبعة إسطنبول الجميلة، أنقرة 1958.
- القانون الدستورى التركى أنقرة 1959.
- المبادئ العمومية للقانون الدستوري التركي، أنقرة 192.
- القانون الدستورى (الديموقراطية)، أنقرة 1964 (الطبعة الثانية بالتعديلات مطبعة إسطنبول صيرلر، 1968).
- المبادئ العمومية للقانون الدستورى التركى (الكتاب الأول: المؤسس الرئيسى للجمهورية) مطبعة مارس، أنقرة 1965.
- آراء على بعض اتجاهات المحكمة الدستورية وملخصات لقرارات المحكمة الدستورية، مطبعة سفينتش، أنقرة 1970.
- بلجيكا، التفسير الزمنى للتطوير الدستورى- دستور بلاد العالم اوشينا للنشر نيويورك 1972.
- تركيا، دستور دول العالم، أوشينا للنشر، نيويورك 1972.
- القومية العربية و«المعارضة التركية» للقومية التركية العربية، المشاكل المتعلقة بالأتراك واللغة والدين، مطبوعات كلية الحقوق بجامعة أنقرة، الطبعة الأولى 1973 (الطبعة التانية متضمنة التعديلات 1975).
- من منظومة الدولة الثيوقراطية إلى الدولة الديموقراطية _ من دولة الشريعة إلى الجمهورية العلمانية، مطبوعات كلية الحقوق جامعة أنقرة، الطبعة الأولى عام 1975. (الاسم اليومى الذي المستنبط من المطبوعات الأصلية: من الدولة الدينية إلى الجمهورية العلمانية _ من منظومة الدولة الثيوقراطية إلى منظومة الدولة الديموقراطية).
- التفسير الزمنى للتطور الدستورى (تنقيحها وتحديثها)_ دستور دول العالم، أوشينا للنشر، نيويورك 1975.
- المسؤليين عن تخلفنا الاجتماعى: رجال الدين والمثقفين، الطبعة الأولى دوغان للنشر، أنقرة 1977، الطبعة الثانية بإسطنبول عام 1995، الطبعة الثالثة المنشورات الأصلية ديسمبر 1996.
- نحن أساتذة الجامعة، دوغان للنشر، الطبعة الأولى 1987، الطبعة الثانية والثالثة (1987، 1992) دار انقلاب للنشر، الطبعة الرابعة المنشورات الاصلية 1997.
- الشريعة والمرأة، مطبعة أورهانلر، الطبعة الأولى 1987، الطبعة الثانية المنشورات الأصلية 1988، الطبعة الخامسة عشر التي أُعيد ترتيبها ومراجعتها أكتوبر 1997، الطبعة العشرين المنشورات الأصلية، نوفمبر 2014.
- المثقف، الطبعة الأولى دار نشر انقلاب 1993، الطبعة الثالثة أُعيد ترتيبها ومراجعتها بغضافات جديدة، المنشورات الأصلية، مارس 1997.
- قصص من الشريعة 1، المنشورات الأصلية، الطبعة الأولى يوليو 1996، الطبعة الثانية أغسطس 199.
- رأى الدين _ رسالة إلى رئيس الوزراء بشأن الأحكام المهينة للمرأة، المنشورات الأصلية، الطبعة الأولى يوليو 1996.
- رسائل إلى توران دورسون، المنشورات الأصلية، الطبعة الأولى 1996، الطبعة الثانية مارس 2000.
- قصص من الشريعة 2، المنشورات الأصلية، الطبعة الأولى أبريل 1997.
- الشريعة والرق، المنشورات الأصلية، الطبعة الأولى أغسطس 1997.
- نقد التوراة والإنجيل، المنشورات الأصلية، الطبعة الأولى أكتوبر 1997، الطبعة الثانية ديسمبر 2001.
- الديانات الأخرى من منظور الإسلام، المنشورات الأصلية، الطبعة الأولى مارس 1999، الطبعة الثانية مايو 2005.
- أهل الكتاب في القرآن الكريم، المنشورات الأصلية، الطبعة الأولى أبريل 1999.
- نقد القرآن الكريم 1 _ الكتب المقدسة للأديان السماوية 2، المنشورات الأصلية، الطبعة الأولى أكتوبر 1999، الطبعة الثانية سبتمبر 2004، الطبعة الثالثة أكتوبر 2008، الطبعة الرابعة أبريل 2014.
- نقد القرآن الكريم 2 _ الكتب المقدسة للأديان السماوية 3، المنشورات الأصلية، الطبعة الأولى فبراير 2000، الطبعة الثانية سبتمبر 2004.
- «محمد» طبقا لكلام محمد، المنشورات الأصلية، الطبعة الأولى نوفمبر 2000.
- نقد القرآن الكريم 3 _ الكتب المقدسة للأديان السماوية 4، المنشورات الأصلية، الطبعة الأولى سبتمبر 2001.
- ابتلاء الإسلام، المنشورات الأصلية، الطبعة الأولى مايو 2002.
- الشريعة والإنسان والعقل، المنشورات الأصلية، الطبعة الأولى يونيو 2005.
- الجاهلية، المنشورات الأصلية، الطبعة الأولى أغسطس 2005.
- الشرع وعدم المساواة، المنشورات الأصلية، الطبعة الأولى فبراير 200.
- الإله في القرآن _ إدراك إله محمد، المنشورات الأصلية، الطبعة الأولى فبراير 2007، الطبعة الثانية ديسمبر 2007.
- كتيب مناقشة الإسلاميين، المنشورات الأصلية، الطبعة الأولى يناير2008، الطبعة الثانية مارس 2008.
- التعصب الذي أوجدته الشريعة، المنشورات الأصلية، الطبعة الأولى أكتوبر 2008.